# Fallopia multiflora
Espèce
Fallopia multiflora, la renouée à fleurs multiples (anciennement dénommée Polygonum multiflorum), est une espèce de plante herbacée de la famille des Polygonaceae. Originaire d'extrême-Orient (Chine, Taïwan, Vietnam), on utilise sa racine anthropomorphe en médecine traditionnelle orientale. Elle est aussi appelée fo-ti ou bien encore He Shou Wu.

## Propriétés
Elle possède une action sur le foie, les reins qui la rend hypotensive. Elle est reminéralisante et réduit les dépôts de lipofuscine (pigment des taches de vieillesse).
Elle module aussi l'action du système immunitaire. Lorsqu'elle est associée avec le ginseng (Panax ginseng) le zeste de tangérine verte (Citrus reticulata) et l'angélique chinoise (Angelica sinensis) elle serait anti-infectieuse selon une étude chinoise concernant des cas de paludisme et de tuberculose.

## Liste des variétés
Selon NCBI (23 mars 2018) :
- Fallopia multiflora var. angulata
- Fallopia multiflora var. ciliinervis
- Fallopia multiflora var. hypoleuca
- Fallopia multiflora var. multiflora

## Synonymie
- Reynoutria multiflora (Thunb.) Moldenke